# Мартин, Крис Уильям
Кристофер Уильям Мартин-младший (англ. Christopher William Martin Jr) — канадский актёр. Известен по ролям на телевидении: школьника-бунтаря Дилана в сериале «Полтора десятка» (1991—1993), Джимми Стэка в приключенческом сериале «Амазония» (1999—2000), Грега Стенсона во втором сезоне сериала «Фелисити» (2000) и Зака Сальваторе в «Дневниках вампира» (2009).

## Биография
Дебютировал в 1991 году в подростковом сериале «Полтора десятка», где исполнил главную роль Дилана Блэкуэлла. Эта роль принесла ему номинацию на премию «Молодой актёр».
В 2000 году он исполнил роль Грега, любовного интереса главной героини, в телесериале «Фелисити».
В 2002—2004 годах снимался в заглавной роли в телесериале «Том Стоун».
Снимался в музыкальных клипах Аланис Мориссетт «Everything» (2004) и «Crazy» (2005).
В 2021 году Мартин получил одну из главных ролей в триллере режиссёра Нила Бломкампа «Демоник».

## Фильмография

### Кино
| Год  | Название на русском           | Название на английском       | Роль                                      |
| ---- | ----------------------------- | ---------------------------- | ----------------------------------------- |
| 2002 | Семнадцатилетние              | All I Want / Try Seventeen   | Стив                                      |
| 2007 | Чужие против Хищника: Реквием | Aliens vs. Predator: Requiem | помощник шерифа Рэй Адамс                 |
| 2008 | Теория хаоса                  | Chaos Theory                 | Дэймон                                    |
| 2010 | Погребённый заживо            | Buried                       | представитель госдепартамента США (голос) |
| 2015 | Век Адалин                    | The Age of Adaline           | Дэйл Дэвенпорт                            |
| 2021 | Демоник                       | Demonic                      | Мартин                                    |

### Телевидение
| Год       | Название на русском               | Название на английском         | Роль                      | Примечания                                                  |
| --------- | --------------------------------- | ------------------------------ | ------------------------- | ----------------------------------------------------------- |
| 1991—1993 | Полтора десятка                   | Fifteen                        | Дилан Блэкуэлл            | 1-4 сезоны: 65 эпизодов (главная роль)                      |
| 1995      | Соколиный глаз: Первый фронтир    | Hawkeye                        | Тим Суррей                | Эпизод: «The Escape»                                        |
| 1996      | Горец                             | Highlander                     | Картер Веллан             | Эпизод: «The End of Innocence»                              |
| 1998      | Полтергейст: Наследие             | Poltergeist: The Legacy        | Эллиот Блэк               | Эпизод: «Metamorphosis»                                     |
| 1999—2000 | Амазония                          | Peter Benchley's Amazon        | Джимми Стэк               | 1 сезон: 22 эпизода (главная роль)                          |
| 2000      | Фелисити                          | Felicity                       | Грег Стенсон              | 2 сезон: 9 эпизодов (роль второго плана)                    |
| 2000      | Земля: Последний конфликт         | Earth: Final Conflict          | Ричард Палмер             | Эпизод: «Essence»                                           |
| 2001      | За гранью возможного              | The Outer Limits               | Гэвин                     | Эпизод: «Time to Time»                                      |
| 2002—2004 | Том Стоун                         | Tom Stone                      | Том Стоун                 | 1-2 сезоны: 26 эпизодов (главная роль)                      |
| 2004      | Вернуть из мёртвых                | Tru Calling                    | Джастин Бёрк              | Эпизод: «Murder in the Morgue»                              |
| 2004      | Северный берег                    | North Shore                    | Илай Манхайм              | Эпизод: «Burned»                                            |
| 2004      | Вероника Марс                     | Veronica Mars                  | Джош                      | Эпизод: «Drinking the Kool-Aid»                             |
| 2005      | Секс в другом городе              | The L Word                     | Хантер Кёрби              | 2 сезон: 4 эпизода (роль второго плана)                     |
| 2005      | Разведка                          | Intelligence                   | Дэймон Хорват             | Эпизод: «Pilot»                                             |
| 2007      | Акула                             | Shark                          | Райан Стаффорд            | Эпизод: «Blind Trust»                                       |
| 2007      | Ясновидец                         | Psych                          | Джей-Пи Бергер            | Эпизод: «Poker? I Barely Know Her»                          |
| 2007      | Хартленд                          | Heartland                      | доктор Саймон Гриффит     | 1 сезон: 9 эпизодов (роль второго плана)                    |
| 2007      | C.S.I.: Место преступления Майами | CSI: Miami                     | Рич Каприото              | Эпизоды: «Inside Out» и «Deep Freeze»                       |
| 2007      | Морская полиция: Спецотдел        | NCIS                           | Брайан Тэйлор Мэттьюз     | Эпизод: «Lost & Found»                                      |
| 2008      | Кости                             | Bones                          | Гарт Джодри               | Эпизод: «The Man in the Mud»                                |
| 2008      | Менталист                         | The Mentalist                  | шеф полиции Трей Пиллер   | Эпизод: «Flame Red»                                         |
| 2009—2014 | Дневники вампира                  | The Vampire Diaries            | Зак Сальваторе            | 1 сезон: 1, 2, 4 и 5 серии 6 сезон, 4 серия                 |
| 2009      | Кукольный дом                     | Dollhouse                      | Грифф                     | Эпизод: «Epitaph One»                                       |
| 2010      | Пухлики                           | Huge                           | Джонатан                  | Эпизоды: «Live Action Role Play» и «Birthdays»              |
| 2010      | Одинокая звезда                   | Lone Star                      | Стив                      | Эпизод: «Unveiled»                                          |
| 2010      | Терьеры                           | Terriers                       | Билли Уитман              | Эпизод: «Sins of the Past»                                  |
| 2011      | C.S.I.: Место преступления        | CSI: Crime Scene Investigation | пилот Кирк Хармон         | Эпизод: «CSI Down»                                          |
| 2014—2015 | Кедровая бухта                    | Cedar Cove                     | окружной прокурор Энтони  | 2-3 сезоны: 7 эпизодов (роль второго плана)                 |
| 2015      | Мотив                             | Motive                         | доктор Гаррисон Осгуд     | Эпизод: «Purgatory»                                         |
| 2016      | Когда зовёт сердце                | When Calls the Heart           | Джейк Гаррисон            | 3 сезон: 4 эпизода (роль второго плана)                     |
| 2018      | Сверхъестественное                | Supernatural                   | агент Клегг               | Эпизод: «Breakdown»                                         |
| 2018      | Колония                           | Colony                         | Роджер Эриксон            | Эпизоды: «A Clean, Well-Lighted Place», «Lazarus» и «Bonzo» |
| 2020      | Проект «Синяя книга»              | Project Blue Book              | специальный агент Стивенс | Эпизод: «What Lies Beneath»                                 |
| 2021      | Супергёрл                         | Supergirl                      | Наксим Торк               | Эпизоды: «Prom Night!» и «Prom Again!»                      |